# NGC 5575
NGC 5575 este o liner situată în constelația Fecioara. A fost descoperită în 8 mai 1864 de către Albert Marth. Se află la o distanță de 111,47 megaparseci de Pământ.